# ブライアン・ヘルゲランド
ブライアン・ヘルゲランド（Brian Helgeland, 1961年1月17日 - ）は、アメリカ合衆国の映画監督、脚本家。『L.A.コンフィデンシャル』や『ミスティック・リバー』の脚本を手がけたことで知られている。

## 経歴
1961年1月17日、ロードアイランド州プロビデンスに生まれる。マサチューセッツ大学にて文学を学び、ロヨラ・メリーマウント大学を卒業した。1988年、『エルム街の悪夢4 ザ・ドリームマスター 最後の反撃』と『ホラー・スコープ』の脚本を手がける。1999年、メル・ギブソン主演の『ペイバック』で映画監督デビューを果たす。

## フィルモグラフィー

### 映画
- エルム街の悪夢4 ザ・ドリームマスター 最後の反撃 A Nightmare on Elm Street 4: The Dream Master (1988年) 脚本
- ホラー・スコープ 976-EVIL (1988年) 脚本
- 地獄のハイウェイ Highway to Hell (1991年) 脚本
- 暗殺者 Assassins (1995年) 脚本
- L.A.コンフィデンシャル L.A. Confidential (1997年) 脚本・製作
- ポストマン The Postman (1997年) 脚本
- 陰謀のセオリー Conspiracy Theory (1997年) 脚本
- ペイバック Payback (1999年) 監督・脚本
- ROCK YOU! A Knight's Tale (2001年) 監督・脚本・製作
- ブラッド・ワーク Blood Work (2002年) 脚本
- ミスティック・リバー Mystic River (2003年) 脚本
- 悪霊喰 The Order  (2003年) 監督・脚本・製作
- マイ・ボディガード Man on Fire (2004年) 脚本
- サブウェイ123 激突 The Taking of Pelham 123 (2009年) 脚本
- ダレン・シャン 若きバンパイアと奇怪なサーカス Cirque du Freak: The Vampire's Assistant (2009年) 脚本
- グリーン・ゾーン Green Zone (2010年) 脚本
- ロビン・フッド Robin Hood (2010年) 脚本・原案
- ソルト Salt (2010年) 脚本
- 42 〜世界を変えた男〜 42 (2013年) 監督・脚本
- レジェンド 狂気の美学 Legend (2015年) 監督・脚本
- スペンサー・コンフィデンシャル Spenser Confidential (2020年) 脚本

### テレビドラマ
- ハリウッド・ナイトメア Tales from the Crypt (1996年) 脚本

## 受賞
- 1998年 - 第70回アカデミー賞 - 脚色賞（『L.A.コンフィデンシャル』）[5]